# Andrzej Kowalczyk (grafik)
Andrzej Kowalczyk (ur. 22 lutego 1951 w Krakowie, zm. 10 stycznia 2019) – polski malarz batalista, grafik, ilustrator.

## Praca zawodowa
W 1975 roku ukończył studia na Wydziale Grafiki na krakowskiej Akademii Sztuk Pięknych w Pracowni Miedziorytu prof. Mieczysława Wejmana, otrzymując Złoty Medal ASP i dyplom z wyróżnieniem.
Przez trzydzieści lat (od 1973 roku) pracował jako ilustrator i redaktor graficzny tygodnika "Przekrój". Tworzył ilustracje do książek min. do  "Ballady Hotelowej" Wiesława Górnickiego czy do książek Wilhelminy Skulskiej, Mieczysława Czumy i Leszka Mazana. Zmarł w 2019 roku, został pochowany na Cmentarzu Salwatorskim w Krakowie.

## Indywidualna działalność artystyczna
Od 2000 roku rozpoczął indywidualną działalność artystyczną. Brał udział w ok. 100 wystawach indywidualnych, zbiorowych i konkursach. Swoje obrazy tworzył dla Royal Scandinavian Casino, dla Royal Hotel (serie obrazów historycznych), Sandholt Slot - zamku Henryka Frederiksona. Jest autorem pięćdziesięciu czterech portretów z serii pocztu władców Danii. Jego prace znajdują się w Muzeum Sztuki w Łodzi i w warszawskiej Zachęcie.

## Wystawy
- "Młoda grafika polska ", Warszawa, Poznań, Gdynia, 1978[1]
- VI Międzynarodowa Wystawa Rysunków, Rijeka, 1978[1]
- Międzynarodowe Biennale Grafiki – Kraków, 1980[1]
- Międzynarodowe Triennale Grafiki – Kraków, 1986[6]
- "Droga krzyżowa" - Muzeum Polskie na zamku w Rapperswilu (Szwajcaria), 1988[3]
- Małe Rysunki, Miejska Galeria Sztuki, Łódź, 1996[6]
- Małe Rysunki Bałtycka Galeria Sztuki Współczesnej, Słupsk, 1997[6]
- Małe Rysunki Galeria Sztuki Współczesnej BWA Olsztyn, 1997[6]
- Małe Rysunki, Muzeum Narodowe w Gdańsku, 1997[6]
- "Miejsca postoju" - Powstanie Warszawskie w grafikach Andrzeja Kowalczyka, Ratusz, Sala Reprezentacyjna Muzeum Częstochowskiego[5]

## Wyróżnienia
- 1975 złoty medal ASP i dyplom z wyróżnieniem[1]
- 1976 I nagroda na wystawie "Linia i zapis" w Krakowie[8]
- 1979 I nagroda na Międzynarodowym Triennale Sztuki "Majdanek" w Lublinie[8]
- 1984 nagroda-zakup na Międzynarodowym Biennale Grafiki w Lublanie[8]
- 1984 nagroda regulaminowa na Międzynarodowym Biennale Grafiki w Krakowie[8]
- 1985 I nagroda na Międzynarodowym Quadriennale Małych Form Graficznych w Bańskiej Bystrzycy[8]
- 1991 złoty medal za całokształt twórczości - Premio Internazionale "I Migliori dell'Anno" w Rzymie[8]